# Superman Returns
Superman Returns (bra: Superman - O Retorno; prt: Super-Homem: O Regresso) é um filme americano baseado no personagem Superman da DC Comics, criado por Jerry Siegel e Joe Shuster. Com direção de Bryan Singer e roteiro de Michael Dougherty e Dan Harris, o filme apresenta Brandon Routh no papel principal, ao lado de Kevin Spacey e Kate Bosworth – Lex Luthor e Lois Lane, respectivamente.
Produzido por Gilbert Adler, Jon Peters e pelo próprio Bryan Singer, o filme é a continuação, segundo o diretor, dos filmes originais do Superman com Christopher Reeve, que servem como ponto de partida para a trama, em que Superman retorna à Terra após cinco anos de ausência e descobre que Lois Lane seguiu com sua vida, sendo agora mãe de uma criança e que Lex Luthor saiu da prisão e planejava botar em prática um plano que causará a morte de bilhões de pessoas.
O filme foi lançado em 2006 sob grande expectativa, tendo recebido em geral críticas positivas e arrecadado cerca de 391 milhões de dólares mundialmente. Entretanto, a Warner Bros. se mostrou desapontada com o retorno financeiro e declarou não possuir interesse na produção de continuações, planejando investir num reboot da franquia.
Routh reprisou seu papel como Superman no crossover de 2019 no Arrowverse, "Crisis on Infinite Earths".

## Enredo
No início do filme, é revelado que Superman esteve desaparecido por cinco anos. Após astrônomos terem descoberto que supostamente havia ainda vida nos restos de Krypton, após a noticia, ele partiu para o espaço. Após esse tempo, Superman retorna à Terra, e sua nave cai no milharal de sua mãe, assim como caíra quando ele era bebê. Na manhã seguinte, ele acorda, e relembra sua infância. Ele então retorna ao Planeta Diário e à sua vida como Clark Kent em Metrópolis - e logo no primeiro dia descobre que Lois Lane é agora mãe e obteve um Pulitzer pelo artigo "Porque o Mundo Não Precisa do Superman".
Durante a ausência de Superman, Lex Luthor foi solto - muito em parte devido a ausência de Superman, que não foi testemunhar durante o julgamento. Uma vez livre, Lex consegue que uma rica senhora se case com ele, e, quando ela falece, ele herda toda sua fortuna. Lex então viaja à Fortaleza da Solidão, no Ártico, e rouba os cristais kryptonianos que lá se encontravam. De volta a Metrópolis, um experimento com um pequeno fragmento do cristal demonstra a periculosidade do material, que cresce até tornar-se imensa, após entrar em contato com água. O cristal causa um blecaute, e interfere com o andamento do voo de teste de um ônibus espacial ligado a um Boeing 777. Dentro do avião está Lois Lane, que estava lá cobrindo o acontecimento. Numa longa sequência, Superman consegue impedir o avião de se acidentar, e realiza um "pouso forçado" num campo de basebol.
Enquanto todo o mundo deleita-se com o retorno de Superman, Lois está mais preocupada com a origem do blecaute. Clark conhece Richard White - noivo de Lois e sobrinho do editor-chefe do Planeta Diário, Perry White - e o filho dele com Lois, Jason. Superman acaba escutando uma conversa entre Richard e Lois, em que ela diz nunca ter amado Superman de verdade, o que o deixa muito magoado. Absorto em seu trabalho, ele impede um assalto a banco e salva Kitty, sem saber que ela está aliada à Lex. Distraído por Kitty, ele não nota a invasão de Lex a um museu, e o subsequente roubo da Kryptonita lá guardada. Perry manda Lois entrevistar Superman, enquanto Clark vai investigar o blecaute. À noite, Lois vai ao terraço do Planeta Diário para fumar um cigarro, e é surpreendida por Superman, que a leva para um voo, durante o qual ele pede desculpas por tê-la abandonado.
Após entrevistar Superman, Lois e Perry discutem sobre a culpa que ela sentia por ter ganho um Pulitzer por um texto tão controverso. Enquanto isso, Kitty não admite ter sido usada por Lex como isca durante o assalto ao museu, aonde ele verdadeiramente quebrou os freios do carro que ela dirigia - após haver promovido que eles iriam apenas fingir que isso estava acontecendo. Lois volta a se dedicar ao mistério do blecaute, querendo determinar a sua origem. Lois e Jason entram sorrateiramente no barco de Luthor, sem saber que a ele pertencia, e são capturados. Luthor então revela seu plano: usar os cristais Kryptonianos para criar uma nova e enorme massa de terra, ainda que no processo isso vá destruir continentes já existentes e matar bilhões de pessoas. Luthor então questiona Lois sobre quem é verdadeiramente o pai de Jason, após notar o temor dela ao fato dele aproximar a Kryptonita de Jason. Luthor coloca os cristais dentro de um compartimento feito de kriptonita verde e os lança no mar, causando uma reação em cadeia que dá início ao crescimento de uma vasta porção de terra. Lois aproveita um momento de distração do capanga que estava vigiando ela e Jason para enviar um fax com suas coordenadas ao Planeta Diário, e é atacado logo em seguida por ele. Jason, numa aparente demonstração de super-força, arremessa o piano nele. Os outros capangas então aprisionam Jason e Lois na cozinha do navio. Luthor é notificado do incidente, e foge num helicóptero. O crescimento da massa de terra começa a causar estragos em Metrópolis, e Superman sai ao resgate. Enquanto isso, Richard parte num aeroplano para resgatar Lois e Jason do navio, que acaba partindo ao meio e começa a afundar com os três presos dentro dele. Superman consegue resgatá-los, e então parte atrás de Luthor, que encontra-se na massa de terra criada pelos cristais.
Ao encontrar Luthor, Superman descobre que a massa de terra é composta também de kriptonita, o que o enfraquece a ponto de Luthor e seus capangas conseguirem espancá-lo e torturá-lo. Luthor usa um fragmento de kryptonita para esfaquear Superman que, enfraquecido, cai no oceano. Lois faz com que Richard retorne para resgatar Superman, e ela remove o pedaço de kriptonita em suas costas. Superman recupera a consciência, aproxima-se mais do sol para reunir mais energia, e esforça-se ao máximo para erguer a massa de terra. Luthor e Kitty escapam no helicóptero, mas não antes de Kitty jogar fora os cristais kryptonianos obtidos por Lex. Pouco depois, ela e Lex encontram-se presos numa ilha deserta.
Superman arremessa a massa de terra no espaço, mas, enfraquecido devido à forte presença de Kryptonita, cai em Metrópolis. Uma equipe de resgate rapidamente o leva ao hospital, mas o médicos não conseguem penetrar em seu corpo nenhum equipamento médico, mas ao menos conseguem remover os últimos pedaços de Kryptonita ainda presentes no ferimento causado por Lex. Superman permanece em coma, e no hospital recebe a visita de Lois e Jason. Lois aproxima-se de Superman e, tomando cuidado para Jason não escutar, sussurra um segredo no ouvido de Superman. Pouco depois, ele acorda, e desaparece do hospital. Superman então voa de encontro à Jason, que encontra-se dormindo, e recita-lhe o mesmo discurso proferido por seu pai, Jor-El, quando ele foi enviado à Terra. Lois então começa à trabalhar num novo artigo, intitulado Porque o Mundo Precisa do Superman.

## Elenco

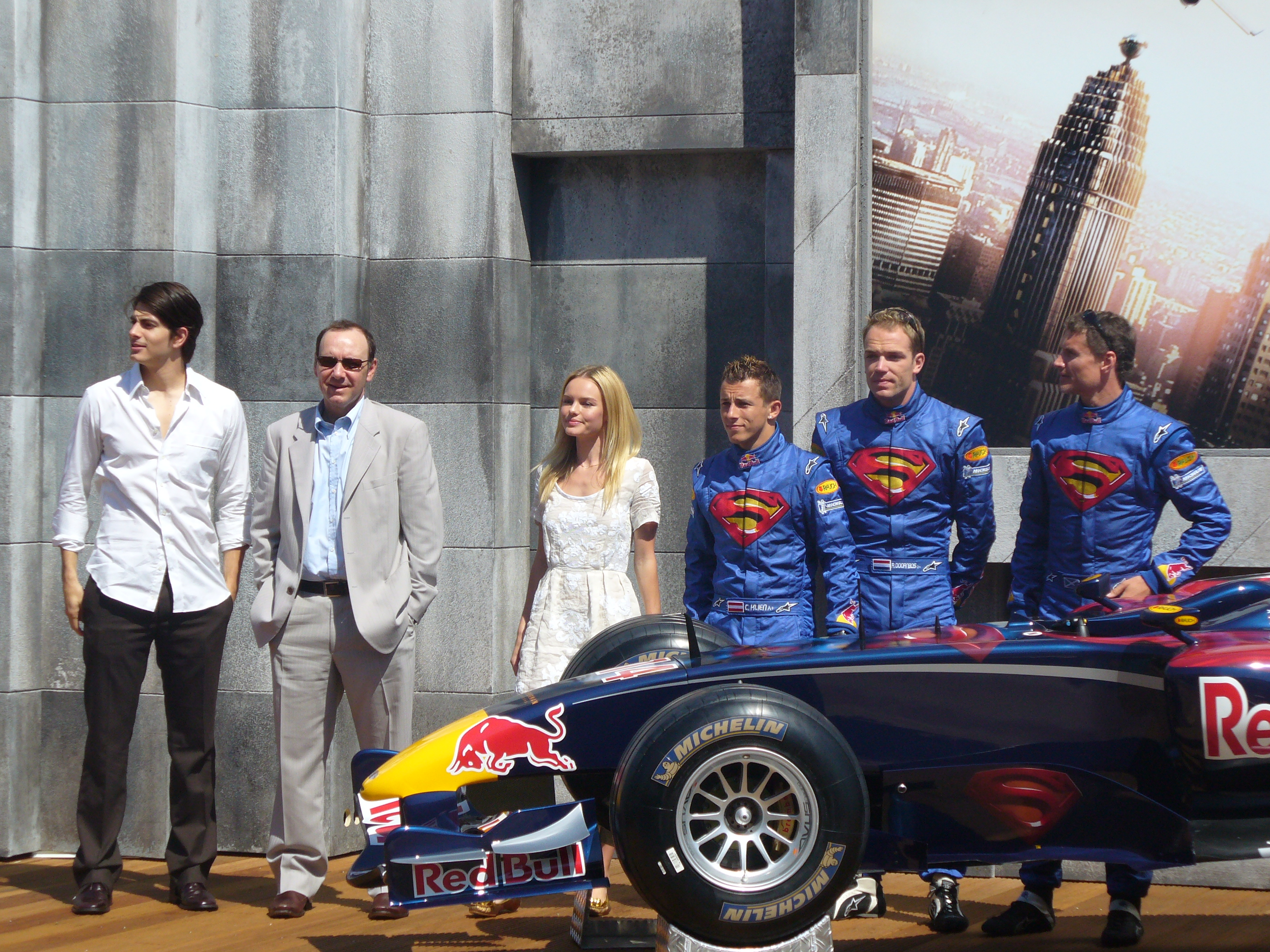
Routh, Spacey e Bosworth durante o GP de Mônaco de 2006.

- Brandon Routh interpreta Clark Kent/Superman: O super-herói kryptoniano que se disfarça como jornalista. Stephan Bender interpreta o adolescente Clark Kent em uma cena de flashback.  Routh era fã do personagem desde criança e vinha tentando encontrar uma forma de interpretá-lo desde que iniciou sua carreira de ator, chegando até a fazer testes para interpretar Clark Kent na série de televisão Smallville.[10] Logo após ver a fita de vídeo que continha seu teste, Singer ficou intrigado com seu desempenho, e bastou uma reunião com o ator para que ele não mais tivesse dúvidas de que havia encontrado o ator ideal para o papel.[11]
- Kate Bosworth interpreta Lois Lane: Uma repórter que trabalha com Clark Kent no Planeta Diário, e ex-namorada do Superman. Impressionado com a atuação da atriz em Beyond the Sea, aonde ela interpretou Sandra Dee, sua esposa na tela, Kevin Spacey a recomendou para o papel de Lois Lane, assim que soube que Singer procurava uma atriz para o papel.[12] Após um teste ao lado do ator Brandon Routh mostrar uma eficiente química entre os dois, e convencer Singer de que a atriz, de apenas 22 anos, possuía a maturidade necessária para interpretar uma Lois Lane mãe de um garoto de 5 anos, Bosworth foi logo contratada.[11]
- Kevin Spacey interpreta Lex Luthor: Um sociopata armado com vastos recursos e um extenso conhecimento da ciência que é inimigo do Super-Homem. A primeira colaboração de Spacey com Singer foi The Usual Suspects e lhe rendeu um Oscar de Melhor Ator Coadjuvante. Desde então, os dois tem mantido uma amizade - motivo pelo qual Spacey foi imediatamente considerado para interpretar Lex Luthor, o nêmesis de Kal-El, assim que Singer foi contratado para dirigir o filme.
- James Marsden interpreta Richard White: Embora já tivesse participado de diversos filmes bem-sucedidos, como Disturbing Behavior e Gossip, Marsden ficou conhecido por interpretar justamente um super-herói, o personagem Ciclope nos filmes X-Men e X-Men 2: X-Men United. Conflitos entre o cronograma do filme e X-Men: The Last Stand teriam reduzido sua participação no filme. Seu personagem foi desenvolvido especialmente para o filme. É sobrinho de Perry White, e o homem com quem Lois Lane tem um relacionamento após o sumiço de Superman. No início do filme, é revelado que ele e Lois estão noivos, e que Jason seria seu filho.
- Parker Posey interpreta Kitty Kowalski: Parker, conhecida como a "Rainha dos Indies", por suas aparições em diversas produções independentes, interpreta a namorada de Lex Luthor, Kitty Kowalski.
- Frank Langella interpreta Perry White: Aclamado ator de teatro e cinema, Frank Langella já venceu por duas vezes o Tony na categoria de Melhor Ator Coadjuvante em Peça de Teatro. Em Superman Returns, ele é o responsável por readmitir Clark Kent e incentivar uma grande cobertura jornalística da volta de Superman.
- Sam Huntington interpreta Jimmy Olsen:  Apesar dos rumores de que Shawn Ashmore (O Homem de Gelo da série de filmes X-Men) seria Jimmy Olsen,[13] o papel ficou com Sam Huntington, ator mais conhecido por sua atuação em Not Another Teen Movie
- Eva Marie Saint interpreta Martha Kent: Muito popular nas décadas de 1950 e 1960, a atriz, de 82 anos - vencedora do Óscar em 1954 por sua atuação em On the Waterfront - interpreta a carinhosa mãe adotiva de Kar-El, Martha Kent, mulher viúva que passara os últimos cinco anos sem saber se veria seu único filho novamente. Devido à necessidade de reduzir o filme, algumas cenas dela - incluindo as que revelavam um relacionamento com Ben Hubbard - acabaram sendo cortadas da versão final.
- Marlon Brando interpreta Jor-El: Um dos atores mais aclamados de todos os tempos, Marlon Brando tem entre seus mais memoráveis papéis a polêmica participação como Jor-El em Superman - O Filme. Cenas com ele acabaram sendo cortadas da seqüência, quando os produtores se recusaram a pagar novamente a considerável participação nos lucros que ele requeria. Fazendo uso de novas técnicas digitais, Bryan Singer e a empresa Rhythm and Hues conseguiram utilizar tanto as cenas não aproveitadas de Superman II quanto cenas do primeiro filme, para recriar digitalmente o ator e incluir sua participação.
- Tristan Lake Leabu interpreta Jason White: Com pouco mais de 5 anos – mesma idade de seu personagem – Tristan faz sua estreia no cinema, como o filho de Lois Lane cuja paternidade é um dos segredos do filme.
- Kal Penn interpreta Stanford: Mesmo sendo "pouco conhecido" por parte do público, Kal Peen já teve papéis de destaque em comédias como National Lampoon's Van Wilder, A Lot Like Love e Harold and Kumar Go to White Castle. Em Superman Returns, ele é um dos guarda-costas de Lex Luthor.
- James Karen interpreta Ben Hubbard: Embora seja mais conhecido por sua participação na série Eight is Enough e no filme de 1985 The Return of the Living Dead, James Karen é veterano em cinema, televisão e até na Broadway. Seu personagem, Ben Hubbard, é o vizinho que acaba cuidando de Martha Kent e da fazenda da família em Smallville, após Clark se mudar para Metrópolis. Embora tenha sido mencionado no primeiro filme da franquia, é em Superman Returns que ele aparece pela primeira vez. A cena principal de sua pequena participação, porém, acabou sendo cortada, assim como várias outras que envolviam Smallville.
- Stephan Bender interpreta o jovem Clark Kent: Assim como Tristan Lake Leabu, Stephan faz aqui seu primeiro trabalho como ator. Ele aparece em flashbacks que mostram Clark Kent ainda adolescente descobrindo seus poderes em Smallville. Sua participação é reduzida, devido em parte aos cortes envolvendo Smallville.
- Jack Larson interpreta Bo, o barman: Mais conhecido por ter interpretado Jimmy Olsen na série de televisão The Adventures of Superman, Larson faz esta breve aparição como "Bo", barman que atende Jimmy e Clark, pouco antes do incidente com o avião. Embora não seja explicitado, é possível presumir que "Bo" seja Bibbo Bibbowski, dono do bar Ace O'Clubs e coadjuvante nas histórias em quadrinhos.
- Noel Neill interpreta Gertrude Vanderworth: Noel Neill foi a primeira Lois Lane, excluindo as atrizes que fizeram a voz da personagem em animações. Participou da série estrelada por Kirk Alyn de 1948 a 1950 e fez o mesmo papel da segunda temporada de The Adventures of Superman em diante (1953 a 1958). Sua curta participação como a idosa esposa de Lex Luthor não é a primeira em adaptações envolvendo o Homem de Aço – ela foi a mãe de Lois Lane numa rápida cena de Superman - o filme e uma repórter do Planeta Diário numa curta seqüência de Lois and Clark: The New Adventures of Superman.
- Peta Wilson interpreta a comissária de bordo Bobbie Faye: Desde o fim da série La Femme Nikita, em 2001, o único trabalho de destaque da atriz foi em The League of Extraordinary Gentlemen (2003), como Mina Harker. Em Superman Returns, ela faz uma breve aparição como Bobbie Faye, comissária de bordo da aeronave resgatada por Superman no início do filme.

## Antecedentes e contexto
Antes de chegar ao que hoje é o projeto de Superman Returns, houve algumas tentativas de fazer um novo filme com o Homem de Aço. Em meados dos anos 90, Tim Burton (responsável por Batman e Batman Returns) foi escolhido para dirigir um novo filme do herói, que seria roteirizado por um estreante Kevin Smith e tendo como base as histórias da Morte e Retorno do Superman. Nicolas Cage chegou inclusive a ser cotado para o papel principal. Na década seguinte, nomes como McG, J.J. Abrams e Brett Ratner estiveram ligados às novas tentativas de dar andamento ao projeto, mas foi somente em 2004, com o anúncio de Bryan Singer na direção que ele começou a tomar formas mais concretas.
Antes de iniciar o roteiro fixo, já havia um roteiro original do filme: se tratava do Superman abandonar a Terra, depois que os astrônomos de Metrópolis anunciavam vida ainda em Krypton. Nesse roteiro, Superman parte numa viagem espacial de 3 anos, ao invés de 5 anos, encontra restos do planeta Krypton, e um novo inimigo Brainiac, que já estava para entrar no filme, era para ser uma batalha espacial entre Superman e Brainiac. Flashbacks do filme estavam centralizados entre Brainiac, Kandor e Argo City, onde no final era revelado o mistério da "Nova Krypton", se tratando de Argo City, e o resgate da cidade miniatura de Kandor, podendo ter uma pequena presença da Supergirl para o próximo filme. "Se esse roteiro fosse para as telas do cinema, com certeza, não haveria fracasso de bilheteria". Esse roteiro foi cancelado pelo próprio Bryan Singer.

## Produção
Ao invés de adaptar uma trama preexistente, Singer preferiu escrever em seu esboço inicial uma história original - mas não seria um filme de origem, pois Superman era considerado por ele um clássico. Com isso em mente, ele deu início a uma trama centrada no retorno do herói. Ao lado de Dan Harris e Michael Dougherty, com quem havia trabalhado em X2, Singer criou um roteiro que funciona como uma sequência dos filmes originais, o primeiro esboço incluía ainda o personagem General Zod, que Singer queria que fosse interpretado por Jude Law. Após três recusas pela parte de Law - a primeira e única escolha do diretor para o papel - Singer eliminou o personagem. O maior de todos os desafios foi encontrar um obstáculo que fosse realmente impossível para Superman superar: a passagem do tempo, a mudança. De acordo com Singer, o filho de Lois Lane, Jason, é uma lembrança permanente desse fato.
Elisha Cuthbert, Mischa Barton, Keira Knightley, Claire Danes e Keri Russell estiveram cotadas para interpretar Lois Lane.

### Orçamento
Inicialmente, especulou-se que o orçamento do filme superava os US$500 milhões de dólares, o que o tornaria o mais caro filme até aquele momento. Diversos artigos publicados na época, entretanto, divulgavam que o montante teria sido muito maior, devido aos valores adiantados àqueles contratados antes de Singer - que teriam sido pagos mesmo que a produção não tenha sido iniciada. De acordo com a revista Variety, esses custos deveriam excedido a barreira dos 40 milhões de dólares antes mesmo da contratação de Singer. No site TheNumbers.com, Bryan Singer é citado dizendo, ainda em 2004, que o orçamento de Superman Returns foi de 250 milhões de dólares.
- posteriormente, entretanto, ele negaria que o valor teria sido esse. Em fevereiro de 2006, a Warner Bros. declarou, extra-oficialmente, que o orçamento seria de 184 milhões, "levando em consideração às isenções de impostos oferecidas pelo governo da Austrália." Em Julho do mesmo ano, Singer declararia à Newsweek que o valor gasto com o filme teria sido de 204 milhões. Em 30 de outubro, a Variety incluiu algumas deduções de impostos e incentivos, e declarou que o estúdio havia gasto 209 milhões de dólares com o filme.

### Filmagens
As filmagens de Superman Returns tiveram início em fevereiro de 2005, na Austrália, em locações que incluíram a cidade rural de Gunnedah e Sydney. Várias partes dos Estados Unidos também serviram de locação. O filme foi filmado com o uso de câmeras Genesis, que permitiram uma filmagem totalmente em alta-definição e digital. A primeira versão do filme chegou a ter, segundo Singer, 2 horas e 45 minutos.
Usando trechos do Superman original como referência, Marlon Brando foi recriado através de computadores. Fotografias de Brando também foram usadas, ao serem escaneadas por máquinas especiais, que permitiram a recriação da aparência de Brandon. em junho de 2006, o estúdio Rhythm and Hues, responsável pela criação desse efeito especial, lançou um vídeo detalhando o processo. Uma segunda versão desse vídeo foi incluída no disco de extras do lançamento em DVD do filme. Ela difere da lançada anteriormente no fundo musical usado e pelo fato de terminar com créditos.

## Polêmicas
Durante todo o seu período de produção, e até após seu lançamento, diversas controvérsias relacionadas ao filme foram surgindo, em especial entre cristãos, devido às supostas alusões à vida de Jesus Cristo ou até entre homossexuais, que chegaram a alegar que o filme revelava traços de que o herói não era tão hetero quanto se pensava. Quanto à sua esse último, durante uma reportagem para a revista Veja, a repórter Isabela Boscov diria que "por um lado, é exagero interpretar o bom-mocismo e a timidez do herói (…) como sinais de falta de interesse carnal por mulheres. Por outro lado, um sujeito que usa a cueca por cima das calças tem de estar preparado para ouvir esse tipo de piada."

### Uniforme
Desde que foi revelada ao público, em abril de 2005, das mais comentadas mudanças do filme é a respeito do novo uniforme do herói, recriado pela designer Louise Mingenbach. A troca do vermelho clássico para um tom mais escuro e a adoção de um "S" menor e com efeito 3D geraram críticas das mais variadas.
Entre as mudanças realizadas, houve a remoção do "S" amarelo nas costas, pois "era difícil aplicá-lo digitalmente sem parecer artificial" e a inclusão do logo, dourado, no cinto.

### Religião
Outro fato revelado pelo trailer, e que teria gerado considerável polêmica entre os cristãos, é a suposta analogia entre o super-herói e a figura de Jesus Cristo: Kal-El (nome kriptoniano de Superman) é apontado como aquele que cresceu entre os humanos, não sendo um deles, mas sim o único filho de Jor-El, o qual o enviou à Terra com o propósito de mostrar a luz à humanidade para o caminho do bem, tal qual mostram os Evangelhos. É interessante notar que o personagem sempre teve conotações religiosas, embora no início guardasse maiores semelhanças com Moisés (uma vez que ambos foram enviados por seus pais para longe, a fim de evitar suas mortes - e, adultos, tornaram-se líderes de um povo).

### Roupa apertada
Entretanto, a polêmica mais ímpar da produção é a referente ao tamanho dos "dotes" do ator Brandon Routh, que, segundo uma fonte anônima próxima da Warner Bros. que entrou em contato com o tablóide inglês The Sun, tiveram que ser retocados por computador para que não se "destacassem" na tela. Embora o rumor tenha se propagado rapidamente, chegando a ser citado inclusive na revista Veja como a questão mais debatida no set da produção. Posteriormente, Singer viria a negar tal fato, classificando-o como o "boato mais bizarro" que havia ouvido durante a produção do filme.

## Publicidade
Durante o período de filmagens e pós-produção, Singer lançou uma série de video blogs através do site BlueTights.net, detalhamento o desenvolvimento da produção e os bastidores das filmagens - uma atitude praticamente sem precedentes, em se tratando de um tipo de produção cujos detalhes normalmente seriam mantidos sob um regime altamente confidencial. Após 27 edições, os video blogs cessaram - pouco antes do lançamento do primeiro teaser trailer do filme. No dia 17 de novembro de 2005, a Warner Bros. lançou, durante o intervalo de Smallville, o primeiro teaser trailer da produção, contendo a trilha sonora original de John Williams e uma narração em off por Marlon Brando, com o seguinte texto:
| “ | Embora tenhas sido criado como um humano, não és um deles. Eles podem ser um grande povo, Kal-El, desejam sê-lo. Só lhes falta a luz para mostrar o caminho. Por essa razão e, acima de tudo, pela capacidade deles de fazer o bem, eu te enviei a eles, meu único filho. | ” |

Pouco antes do lançamento do filme a Warner Brothers iniciou um maciça campanha de marketing visando promover Superman Returns. Em 2 de maio de 2006, o trailer principal tornou-se disponível online. Três dias depois, começou a ser exibido também nos cinemas, geralmente antes do filme Mission: Impossible III. Um segundo trailer começou a ser exibido antes do filme X-Men: The Last Stand em alguns países, incluindo algumas das cópias brasileiras. Em junho de 2006, um terceiro trailer apareceria, com o lançamento do novo site oficial do filme
Em 11 de maio de 2006 a Warner Bros iniciou uma campanha com nove comerciais televisivos diferentes. No decorrer de junho, o site IESB.net tornou disponível em seus servidores 11 videoclipes de  Superman Returns. Em 20 de junho de 2006 o iTunes Music Store tornou disponível para download um preview exclusivo do filme.
O documentário Look, Up in the Sky: The Amazing Story of Superman, lançado para acompanhar a estreia do filme, aborda toda a história da "franquia" criada ao redor do mito de Superman, desde filmes, séries de televisão e animações. Com narração de Kevin Spacey, possui comentários de Bryan Singer e de vários atores, diretores, escritores, ilustradores e fãs que contribuíram ou foram influenciados pelo personagem no passado ou o são, no presente.

### Formula 1
De forma similar a que a 20th Century Fox havia feito no ano anterior com Star Wars Episode III: Revenge of the Sith, a Waners Bros anunciou Superman Returns através dos carros da Red Bull Racing, uma equipe automobilística da Formula 1. Durante o Grande Prêmio de Mônaco de 2006, os pilotos da equipe, David Coulthard e Christian Klien, dirigiram carros que haviam sido especialmente modificados para promover o filme, com anúncios inseridos na asa traseira e nas laterais.
Curiosamente, foi nesse dia que a equipe obteve o seu primeiro pódio, com um terceiro lugar de Colthard, que, no pódio, usou uma capa vermelha igual a de Superman, como forma de celebrar sua conquista.

## Lançamento

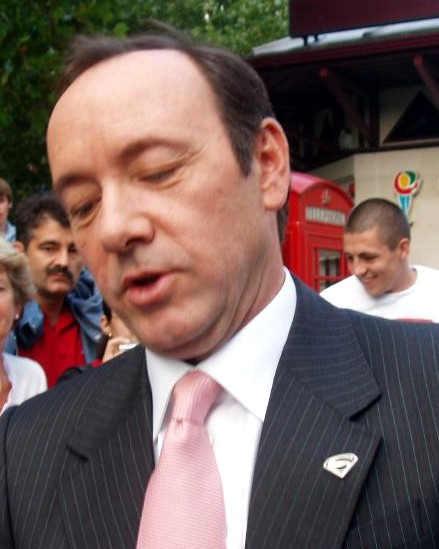
O ator Kevin Spacey durante a estreia do filme em Londres.

Superman Returns: An IMAX 3D Experience (Superman - O Retorno: Uma experiência IMAX 3D) foi lançado simultaneamente em 111 salas de projeção IMAX ao redor do mundo, incluindo 26 minutos que haviam sido especialmente convertidos para o formato 3D. Foi a primeira vez que um filme de Hollywood foi lançado neste formato combinado, com a exceção de animações. Essa versão do filme obteve mais de US$ 30 milhões nos cinemas IMAX ao redor do mundo, um recorde para o formato. A recepção fora dos Estados Unidos é também digna de nota, uma vez que o filme esteve em exibição por mais de três meses em determinadas áreas.
A Warner Brothers anunciou o lançamento do DVD de Superman Returns para 28 de novembro de 2006. A versão em DVD do filme foi lançada nos Estados Unidos em duas edições: uma simples, cuja capa mostrará uma imagem inédita de Superman, durante o resgate do 747; a outra, uma edição especial dupla, mostrando-o próximo ao Planeta Diário. Enquanto a versão simples não possui nenhum extra, a versão dupla possui mais de três horas de material extra, incluindo o documentário Requiem for Krypton: Making Superman Returns, contando em detalhes a produção do filme, dez cenas excluídas da versão final do filme e quatro featurettes - vídeos curtos explicando pequenos pontos da produção. Ambas as versões possuem áudio Dolby Digital 5.1 e uma tela widescreen anamórfica 2.40:1.
O filme também foi lançado nos formatos de alta definição pela Warner Bros. A versão em HD DVD possui em um dos lados do disco o filme também em definição padrão. Tanto a versão em HD DVD quanto a versão em Blu-ray tornaram-se o disco mais vendido de 2006 em seus respectivos formatos no site amazon.com. No Brasil, o DVD duplo foi lançado em todo o território nacional em 9 de novembro O lançamento do DVD do filme coincidiu com o lançamento da caixa especial de 13 discos The Ultimate Superman Collection, que contêm os quatro filmes estrelados por Christopher Reeve, a versão do diretor Richard Donner para Superman II, diversos documentários, entre eles  Look, Up in the Sky: The Amazing Story of Superman. Nos Estados Unidos, a caixa ainda foi lançada com um 14º disco, contendo os video blogs de Bryan Singer.

## Música
John Ottman realizou a trilha sonora do filme, com base no trabalho realizado por John Williams nos filmes das décadas de 1970 e 1980. Um álbum reunindo suas composições foi lançado em 27 de junho de 2006 pela Warner Sunset Records / Rhino Entertainment, contendo cerca de 55 minutos de composições, assim como conteúdo multimídia, que pode ser visto através da função Enhanced CD. Inclui-se dois trailers, um vídeo com os bastidores das gravações da trilha sonora.
Para acompanhar o lançamento do filme, foi lançado um álbum conceitual, Sound of Superman, que continha não músicas exibidas no filme, mas sim músicas inspiradas ou pelo personagem Superman ou pelo filme em si.

## Repercussão

### Bilheteria
O filme extrapolou o valor de 200.081.192 de dólares nos Estados Unidos e aproximadamente 191 milhões internacionalmente, arrecadando cerca de 391 milhões de dólares ao redor do mundo até o momento em que sua exibição oficialmente acabou em 2 de novembro de 2006. Isto faz dele o 71º filme que mais arrecadou no total, nos Estados Unidos, o 84º filme que mais arrecadou ao redor do mundo de todos os tempos, e o sexto filme que mais arrecadou no ano de 2006 nos Estados Unidos, e o 9º no total em 2006.
E extrapolou o valor de 21.037.277 de dólares em suas sessões de 27 de junho de 2006 e 28 de junho de 2006. As sessões das 22h na quinta-feira, 27 de junho foram contadas como parte da arrecadação de quarta-feira, já que o filme duram um pouco mais de duas horas, causando seu término no início do dia seguinte. A estreia do filme em 4065 salas de cinema colocou-o no 11.º lugar na lista de grandes estreias de todos os tempos nas quartas-feira, a 7.ª maior estreia de final de semana de junho, e o 21.º filme que lucrou mais rápido aos 100 milhões de dólares. Superman Returns: Uma expêriencia em 3D da IMAX arrecadou mais de 30 milhões de dólares desde setembro de 2006 nos cinemas IMAX ao redor do mundo, um recorde para o formato.
O diretor Bryan Singer declarou que ele e o estúdio estão surpresos com a arrecadação internacional relativamente alta do filme, pois Superman é considerado mais como um ícone americano. O lançamento internacional em fases de Superman Returns contrasta com as franquias da Marvel tais como X-Men e outras franquias tais como Star Wars , que foram lançadas simultaneamente nos Estados Unidos, Europa, Ásia e Oriente Médio. . Disney também escolheu lançar Piratas do Caribe: O Baú da Morte nos Estados Unidos e no mundo nas mesmas datas, com pré-estreia anterior ao filme em muitos territórios estrangeiros.

### Análise da crítica
O filme foi bem comentado pela maioria dos críticos. Recebeu o Certified Fresh dos Rotten Tomatoes, com 77% de aprovação global, e  73% dos "Cream of the Crop." O filme também recebeu um 72% no Metacritic.
Alguns críticos deram ao filme elogios particularmente elevados. Empire deu cinco estrelas ao filme (de 5 estrelas), e o descreveu como "o melhor entretenimento popular desde que a Trilogia do Senhor dos anéis terminou" David Ansen, da Newsweek, disse: "Comparados ao champagne de Singer, os filmes de aventuras de super-heróis mais recentes são simples cidras espumantes." Outras críticas disseram que Singer deixou o personagem de Superman orgulhoso, e que todo o elengo foi bem sucedido. O renomado crítico de cinema Leonard Maltin comentou em seu website, "Bryan Singer nos trouxe um novo filme que celebra as tradições de Superman em um filme que de alguma maneira parece novidade. Superman Returns é completamente envolvente e altamente divertido."
Em contraste, a reação de Roger Ebert ao filme foi bastante negativa: "Este é um filme moroso e sem brilho em que até mesmo as sequencias de grandes efeitos parecem sistemáticas ao invés de emocionantes." O New York Times rotulou o filme como "líder," enquanto que o San Francisco Chronicle observou que "Superman Returns não tem razão de ser, ao não ser o fato de que é verão, e os gráficos de computador melhoraram desde os dias de super-herói de Christopher Reeve."
O filme foi indicado para a categoria de melhores efeitos visuais tanto no Oscar quando no BAFTA, perdendo os dois para Pirates of the Caribbean: Dead Man's Chest. Prêmios ganhos pelo filme incluíram Melhor Filme de Fantasia, Melhor Ator, Melhor Diretor, Melhor Roteiro e Melhor Música pelo Saturn Awards, melhor super-herói no Spike TV Scream Awards,
e melhor novato na premiação de 2007 dos Empire Awards para Brandon Routh.

## Prelúdios e adaptações

### Literatura
A DC Comics foi responsável pelo lançamento, em junho de 2006, de quatro edições especiais, que servem como "prelúdio" para os acontecimentos do filme. São eles:
- De Krypton à Terra: Reintroduzindo a origem contada no filme de 1978, a história, escrita por Jimmy Palmiotti e Justin Gray com desenhos de Ariel Olivetti tem Jor-El como seu protagonista.
- Mamãe Kent: Com roteiro de Marc Andreyko e arte de Kark Kerschl, o especial mostra Martha Kent relembrando os momentos que teve ao lado de seu filho, sua adolescência, a forma como ele descobriu - e começou a usar - seus poderes, o dia em que ele partiu para Metropólis, e, principalmente, o dia em que ele partiu para Krypton, o que a faz pensar se algum dia ela o veria novamente.
- Lex Luthor: Escrita por Jimmy Palmiotti e Justin Gray, com arte de Rick Leonardi e Nelson, a edição aborda o período em que Lex esteve na cadeia e como ele conheceu Kitty e Gertrude.
- Lois Lane: O último especial aborda como Lois ficou devastada com o súbito desaparecimento do Homem de Aço, além de seu primeiro encontro com Richard e do nascimento de Jason.

Como é de praxe, uma graphic novel adaptando a história do filme foi lançada. Escrita por Martin Pasko e ilustrada por Matt Haley, ela se foca apenas em alguns dos temas principais do filme, mas não possui qualquer menção à possibilidade de Jason ser filho de Superman. Entretanto, a adaptação inclui cenas da jornada de Superman aos restos de Krypton - que acabaram não sendo incluídas no filme. Além dessa graphic novel, foi publicada pela Warner Books uma novelização, escrita por Marv Wolfman.  e lançada em 1o de junho de 2006. O livro também não estabelece nenhum ligação entre Jason e Superman. Brutus é assassinado por Lois, quando então puxa uma estande de livros sobre a cabeça dele, quebrando seu pescoço.

### Jogo eletrônico
Um jogo eletrônico baseado em Superman Returns também foi anunciado. Seu lançamento, inicialmente, estava planejado para coincidir com a estreia do filme, seu lançamento foi em 22 de novembro de 2006, coincidindo com o lançamento do DVD do filme. O jogo incluirá não apenas a trama mostrada no filme, mas diversos elementos dos quadrinhos que não foram mostrados no filme, como o vilão Metallo.

## Continuação não-produzida
O site Newsrama noticiou, durante sua cobertura à San Diego Comic-Con de 2006 que o diretor Bryan Singer havia entrado em processo de negociação para dirigir uma continuação ao filme, que seria lançada em 2009. De acordo com o artigo, Singer teria declarado que Superman Returns lhe permitira introduzir o elenco, uma continuação lhe permitiria pegar os personagens e fazer algo como Wrath of Khan. Entre os detalhes do filme revelados está a inclusão de um vilão alienigena na trama. Em outra entrevista, ao site Superherohype.com, Singer apontou um possível retorno da massa de terra criada por Luthor, chamada de "ilha de Nova Krypton".
Em 18 de agosto de 2006, o jornal Los Angeles Times noticiou que o presidente da Warner, Alan Horn, havia descrito Superman Returns como "um filme muito bem-sucedido" e que já planejava uma continuação para 2009. Em 25 de outubro, o site IESB.net noticiou que Bryan Singer e a Warner Bros. havia finalmente chegado a um acordo acerca do novo filme. O orçamento seria reduzido - mas os sets existentes, construídos para Superman Returns, vão contribuir para a redução de custos - e o filme teria um foco muito maior na ação.
O título do projeto foi anunciado como Superman: The Man of Steel (em português, Superman: O Homem de Aço). O foco do filme, conforme anteriormente anunciado, será numa história com mais vilões e maiores cenas de ação. Em 10 de julho de 2007, a revista Variety anunciou que Kevin Spacey retornaria na continuação. O projeto foi citado pelo nome de Man of Steel, e Michael Dougherty já estava escrevendo um roteiro para apresentar à Warner Bros. A produção do final teria início em 2008, e o filme seria lançado em 2009.
Quando questionado acerca de um filme adaptando a Liga da Justiça, Brandon Routh declarou que "se vieram a mim com essa proposta, eu definitivamente ficaria intrigado em trabalhar com Christian Bale, protagonista de Batman Begins e com quem mais quisesse ser parte de algo assim... Eles estão aparentemente aprontando um roteiro."
Em 2008, entretanto, após o sucesso do segundo filme de Batman, The Dark Knight, a Warner decidiu reiniciar a franquia do Superman no cinema, já que a recepção do grande público ao filme de Singer teria sido abaixo das expectativas do estúdio. O novo filme então teria uma abordagem  mais realista e "sombria", seguindo a tendência iniciada por The Dark Knight, e como este, não faria menção à produções anteriores. A ideia de abordar o "lado malvado dos personagens", incluindo Superman, gerou repercussões diversas.

## Leituras complementares
- Jimmy Palmiotti; Justin Gray; Marc Andreyko (outubro de 2006). Superman Returns: The Prequels. Comic book prequel to the film. [S.l.]: DC Comics. ISBN 1401211461
- Daniel Wallace. The Art of Superman Returns. [S.l.]: Chronicle Books. ISBN 0811853446
- Daniel Wallace. Superman Returns: The Visual Guide. [S.l.]: DK Children. ISBN 978-0756620660
- Marv Wolfman. Superman Returns, the Novelization. [S.l.]: Hachette Book Group USA. ISBN 0446606529